# Red Bull Rampage
O Red Bull Rampage é uma competição de bicicleta freeride somente para convidados, realizada perto do parque nacional de Zion em Virgínia, Utah, Estados Unidos, apenas a norte de Gooseberry Mesa. Anteriormente, foi realizada fora do Kolob Terrace Road, na fronteira oeste do Parque Nacional de Zion.

## História
A competição foi realizada desde 2001 até 2004 e depois cancelada devido ao crescente risco que os competidores vinham enfrentando. Depois de um hiato de três anos, Rampage retornou em 2008 com um novo local, onde elementos de madeira foram introduzidos para o que anteriormente era um curso apenas "natural". 
A competição é usualmente realizada em outubro. O evento é semelhante ao esqui de estilo-livre (freestyle skiing) e ao snowboard, onde os concorrentes são julgados por suas escolhas ao longo do percurso, suas capacidades técnicas e a complexidade dos truques. Red Bull Rampage tornou-se um dos maiores eventos de mountain bike do ano.
No primeiro Rampage de 2001, o prêmio em dinheiro para o evento foi de US $ 8000. Em 2015, o prêmio total foi de US $ 100.000.

## Resultados
| Posição | Piloto               | Pontuação |
| ------- | -------------------- | --------- |
| 1       | Brandon Semenuk      | 84.33     |
| 2       | Antoine Bizet        | 81.00     |
| 3       | Carson Storch        | 79.00     |
| 4       | Kurt Sorge           | 78.66     |
| 5       | Kyle Strait          | 78.33     |
| 6       | Thomas Genon         | 77.66     |
| 7       | Tyler McCaul         | 76.00     |
| 8       | Andreu Lacondeguy    | 75.33     |
| 9       | Pierre-Edouard Ferry | 74.33     |
| 10      | Tom van Steenbergen  | 73.33     |
| 11      | Darren Berrecloth    | 70.66     |
| 12      | Remy Metailler       | 66.33     |
| 13      | Kyle Norbraten       | 62.66     |
| 14      | James Doerfling      | 60.33     |
| 15      | Brett Rheeder        | 54.00     |
| 16      | Graham Agassiz       | 50.66     |
| 17      | Cameron Zink         | 47.33     |
| 18      | Conor MacFarlane     | 43.33     |

| Posição | Piloto               | Pontuação |
| ------- | -------------------- | --------- |
| 1       | Kurt Sorge           | 96.50     |
| 2       | Andreu Lacondeguy    | 95.75     |
| 3       | Graham Agassiz       | 94.75     |
| 4       | Brandon Semenuk      | 94.25     |
| 5       | Thomas Genon         | 91.25     |
| 6       | Cameron Zink         | 89.25     |
| 7       | Darren Berrecloth    | 87.00     |
| 8       | Brendan Fairclough   | 85.50     |
| 9       | Sam Reynolds         | 83.00     |
| 10      | Remy Metailler       | 82.50     |
| 11      | Kyle Strait          | 82.00     |
| 12      | Pierre-Edouard Ferry | 81.75     |
| 13      | Brett Rheeder        | 81.50     |
| 14      | Kyle Norbraten       | 80.50     |
| 15      | Logan Binggeli       | 75.50     |
| 16      | Bas van Steenbergen  | 70.50     |
| 17      | Ryan Howard          | 66.75     |
| 18      | Mitch Chubey         | 63.25     |
| 19      | Kelly McGarry        | 62.25     |
| 20      | Paul Basagoitia      | 0.00      |
| 20      | Antoine Bizet        | 0.00      |

| Posição | Piloto               | Pontuação |
| ------- | -------------------- | --------- |
| 1       | Andreu Lacondeguy    | 95.25     |
| 2       | Cameron Zink         | 89.50     |
| 3       | Brandon Semenuk      | 89.25     |
| 4       | Kyle Strait          | 89.00     |
| 5       | Brett Rheeder        | 88.50     |
| 6       | Kyle Norbraten       | 82.75     |
| 7       | Jeff Herbertson      | 82.50     |
| 8       | Brendan Fairclough   | 77.25     |
| 9       | Paul Basagoitia      | 76.50     |
| 10      | Mitch Chubey         | 76.25     |
| 11      | Szymon Godziek       | 76.00     |
| 12      | Kelly McGarry        | 73.25     |
| 13      | Thomas Genon         | 71.50     |
| 14      | Louis Reboul         | 70.75     |
| 15      | Carson Storch        | 69.25     |
| 16      | Pierre-Edouard Ferry | 67.50     |
| 17      | Geoff Gulevich       | 66.00     |
| 18      | Ramon Hunziker       | 37.75     |
| 19      | Tom van Steenbergen  | 35.00     |
| 20      | Mike Montgomery      | 24.00     |

| Posição | Piloto               | Pontuação |
| ------- | -------------------- | --------- |
| 1       | Kyle Strait          | 87.50     |
| 2       | Kelly McGarry        | 86.75     |
| 3       | Cameron Zink         | 84.75     |
| 4       | Andreu Lacondeguy    | 84.25     |
| 5       | Tyler McCaul         | 80.50     |
| 6       | Pierre-Edouard Ferry | 76.50     |
| 7       | Cameron McCaul       | 75.75     |
| 8       | Brendan Fairclough   | 75.50     |
| 9       | Garett Buehler       | 74.50     |
| 10      | Thomas Genon         | 72.50     |
| 11      | Ramon Hunziker       | 71.50     |
| 12      | Mike Montgomery      | 66.75     |
| 13      | Logan Binggeli       | 66.25     |
| 14      | Wil White            | 64.75     |
| 15      | Geoff Gulevich       | 64.25     |
| 16      | Nico Vink            | 63.75     |
| 17      | Graham Agassiz       | 56.25     |
| 18      | Kyle Norbraten       | 53.75     |
| 19      | Brendan Howey        | 52.00     |
| 20      | Mike Hopkins         | 0.00      |
| 20      | Brandon Semenuk      | 0.00      |
| 20      | James Doerfling      | 0.00      |
| 20      | Antoine Bizet        | 0.00      |
| 20      | Paul Basagoitia      | 0.00      |
| 20      | Mitch Chubey         | 0.00      |

| Posição | Piloto               | Pontuação |
| ------- | -------------------- | --------- |
| 1       | Kurt Sorge           | 86.75     |
| 2       | Antoine Bizet        | 79.00     |
| 3       | Logan Binggeli       | 78.50     |
| 4       | Andreu Lacondeguy    | 74.00     |
| 5       | Tyler McCaul         | 71.00     |
| 6       | James Doerfling      | 70.50     |
| 7       | Cameron McCaul       | 70.00     |
| 8       | Thomas Vanderham     | 68.25     |
| 9       | Kyle Strait          | 65.75     |
| 10      | Kyle Norbraten       | 65.25     |
| 11      | Geoff Gulevich       | 65.00     |
| 12      | Wil White            | 64.50     |
| 13      | Nico Vink            | 63.50     |
| 14      | Brandon Semenuk      | 63.25     |
| 15      | Martin Söderström    | 63.00     |
| 16      | Ramon Hunziker       | 62.50     |
| 17      | Brett Rheeder        | 58.25     |
| 18      | Pierre-Edouard Ferry | 56.50     |
| 19      | Darren Berrecloth    | 55.50     |
| 20      | Brendan Howey        | 41.75     |

| Posição | Piloto            | Pontuação |
| ------- | ----------------- | --------- |
| 1       | Cameron Zink      | 89.2      |
| 2       | Gee Atherton      | 82.4      |
| 3       | Darren Berrecloth | 81.2      |
| 4       | Andreu Lacondeguy | 79.0      |
| 5       | Geoff Gulevich    | 77.2      |
| 6       | Thomas Vanderham  | 76.6      |
| 7       | Robbie Bourdon    | 76.0      |
| 8       | Kyle Strait       | 75.6      |
| 9       | Logan Binggeli    | 74.8      |
| 10      | Kurt Sorge        | 73.0      |
| 11      | Alex Prochazka    | 72.2      |
| 12      | Tyler McCaul      | 71.8      |
| 13      | Graham Agassiz    | 71.0      |
| 14      | Cédric Gracia     | 70.4      |
| 15      | Greg Watts        | 65.6      |
| 16      | Michal Maroši     | 64.2      |
| 17      | Jamie Goldman     | 63.8      |
| 18      | Curtis Robinson   | 62.4      |
| 19      | Mike Hopkins      | 0.0       |
| 19      | Chris Van Dine    | 0.0       |
| 19      | James Doerfling   | 0.0       |

| Posição | Piloto            | Pontuação |
| ------- | ----------------- | --------- |
| 1       | Brandon Semenuk   | 82.2      |
| 2       | Kurt Sorge        | 79.6      |
| 3       | Thomas Vanderham  | 77.6      |
| 4       | Mike Kinrade      | 76.0      |
| 5       | Cameron Zink      | 73.6      |
| 6       | Mike Hopkins      | 73.4      |
| 7       | Cédric Gracia     | 66.6      |
| 8       | Graham Agassiz    | 65.0      |
| 9       | Kyle Strait       | 59.8      |
| 10      | Darren Berrecloth | 55.2      |
| 11      | Robbie Bourdon    | 54.2      |
| 12      | Paul Basagoitia   | 52.4      |
| 13      | Cameron McCaul    | 0.0       |
| 13      | Michal Maroši     | 0.0       |
| 13      | Gee Atherton      | 0.0       |

| Posição | Piloto           | Pontuação |
| ------- | ---------------- | --------- |
| 1       | Kyle Strait      | 85.8      |
| 2       | Gee Atherton     | 83.8      |
| 3       | Steve Romaniuk   | 79.8      |
| 4       | Thomas Vanderham | 79.4      |
| 5       | Lance Canfield   | 78.0      |
| 6       | Ben Reid         | 70.4      |
| 7       | Cameron Zink     | 69.6      |
| 8       | Glyn O'Brien     | 67.6      |
| 9       | Mike Kinrade     | 67.4      |
| 10      | Wade Simmons     | 64.0      |
| 11      | Guido Tschugg    | 63.8      |
| 12      | Matt Hunter      | 56.2      |

Vencedores
| Posição | Piloto            | Titulo | Ano vencedor |
| ------- | ----------------- | ------ | ------------ |
| 1       | Kyle Strait       | 2      | 2004, 2013   |
| 1       | Kurt Sorge        | 2      | 2012, 2015   |
| 1       | Brandon Semenuk   | 2      | 2008, 2016   |
| 2       | Wade Simmons      | 1      | 2001         |
| 2       | Tyler Klassen     | 1      | 2002         |
| 2       | Cédric Gracia     | 1      | 2003         |
| 2       | Cameron Zink      | 1      | 2010         |
| 2       | Andreu Lacondeguy | 1      | 2014         |